# Halacarsantia colombiensis
Halacarsantia colombiensis är en kräftdjursart som beskrevs av Wolff och Brandt 2000. Halacarsantia colombiensis ingår i släktet Halacarsantia och familjen Santiidae. Inga underarter finns listade i Catalogue of Life.